# Martin Esslin
Martin Esslin (Pereszlényi Gyula Márton) (Budapest, 1918. június 8. – London, 2002. február 24.) magyar származású brit újságíró, színháztudós, aki leginkább Az abszurd színháza című 1961-es standard művéről ismert.
A második világháború után a BBC brit műsorszolgáltató szerkesztőjeként jelentősen hozzájárult ahhoz, hogy a kontinentális európai drámaírókat megismertessék az angol nyelvű világban.

## Életpályája
Pereszlényi Pál és Schiffer Szerafina gyermekeként született zsidó családban. Apai nagyapja Peisner Ignác (1855–1924) hírlapíró volt. 1919-ben családjával Ausztriába kellett menekülnie, miután nagybátyja, Rónai Zoltán igazságügyi népbiztosként szerepet vállalt a Tanácsköztársaságban. Tizenötéves korában saját bevallása szerint „meggyőződéses marxista” volt. A párt „egy orosz tanfolyamra és egy sor más elméleti és taktikai képzésre” küldte. A Bécsi Egyetemen angolt és filozófiát hallgatott. 1936-ban jelentkezett Max Reinhardt szemináriumába.
1938-ra befejezte az „elkerülhetetlen marxista szakaszt”. Ekkortól „antitotalitáriusként” meg volt győződve arról, hogy „Sztálin, akárcsak Hitler, régimódi zsarnok, aki elárulta a forradalom igazi eszméit, és azok ellenkezőjévé változtatta azokat”. Az Anschluss után Brüsszelbe, majd onnan turista vízummal Londonba menekült, ahol a Bloomsbury Csoport közvetítésével 1940-ben megkapta első állását a BBC-nél, ahol a német nyelvű adásokon dolgozott. Nevét (Pereszlényi) megváltoztatta, és 1947-ben összeházasodott Renate Gerstenberggel.
1949-ben az emigráns Berthold Goldschmidt számára írta a Beatrice Cenci című opera librettóját Shelley után. Az operát azonban csak 1988-ban mutatták be.
1961–1977 között a BBC drámaosztályának vezetője volt, először helyettesként, majd kizárólagos felelősséggel. Ezzel egyidejűleg az egyik legjelentősebb brit színházi kritikusként szerzett elismerést. Az abszurd színháza című könyvében átfogóan jellemezte azt az új irányzatot, amely Samuel Beckett-től, Eugène Ionesco-tól és Jean Genet-től Jean Tardieu-n és Fernando Arrabalon át Harold Pinterig, Edward Albee-ig, Max Frischig, Wolfgang Hildesheimerig és Günter Grassig terjedt. Gondoskodott arról, hogy számos kontinentális európai színdarabot először fordítsanak le angolra. Gyakran a brit színpadokon is először a BBC változatai hangzottak el.
Miután 1969-től a Floridai Állami Egyetemen tanított, 1977-ben felhagyott a BBC-nél végzett munkájával, és 1988-ig a Stanford Egyetemen tanított.
Az Osztrák Köztársaság címzetes egyetemi tanárrá nevezte ki, Nagy-Britanniában 1972-ben megkapta az OBE kitüntetést.

## Művei
- Brecht A Choice of Evils (London, 1959; franciául: Párizs, 1961, németül: Brecht, das Paradox des politischen Dichters; Frankfurt am Main, 1964, japánul is)
- Brecht, the Man and his Work (Garden City, 1960)
- The Theatre of Absurd (New York, 1961; London, 1962, németül: Das Theater des Absurden, Frankfurt–Bonn 1964; Hamburg, 1965)
- Brief Chronicles, Essays on Modern Theatre (London, 1970)
- Artaud (London, 1976)
- Pintér: A Study of his Ptays (London, 1977, 1982)
- Meditations: Essays on Brecht, Beckett and the Media (London, 1980, 1983)
- The Age of Television (Oxford, 1982)
- Pintér, the Playwright (London, 1982)
- The Field of Drama (London, 1987)

## Származása
| Martin Esslin születési nevén Pereszlényi Gyula (Budapest, 1918. jún. 8.– London, 2002. febr. 24.) | Apja: Pereszlényi Pál 1912-ig Peisner Pál (Budapest, 1893. jún. 29.–?) kereskedelmi és iparkamarai fogalmazó | Apai nagyapja: Peisner Ignác (Sebeskellemes, 1855. márc. 14.– Budapest, 1924. nov. 7.) hírlapíró | Apai nagyapai dédapja: Peisner Adolf néptanító |
| Martin Esslin születési nevén Pereszlényi Gyula (Budapest, 1918. jún. 8.– London, 2002. febr. 24.) | Apja: Pereszlényi Pál 1912-ig Peisner Pál (Budapest, 1893. jún. 29.–?) kereskedelmi és iparkamarai fogalmazó | Apai nagyapja: Peisner Ignác (Sebeskellemes, 1855. márc. 14.– Budapest, 1924. nov. 7.) hírlapíró | Apai nagyapai dédanyja: Schwarz Betti          |
| Martin Esslin születési nevén Pereszlényi Gyula (Budapest, 1918. jún. 8.– London, 2002. febr. 24.) | Apja: Pereszlényi Pál 1912-ig Peisner Pál (Budapest, 1893. jún. 29.–?) kereskedelmi és iparkamarai fogalmazó | Apai nagyanyja: Weisz Berta (Arad, 1857. jún. 13.– Budapest, 1927. aug. 7.)                      | Apai nagyanyai dédapja: Weisz Gyula vendéglős  |
| Martin Esslin születési nevén Pereszlényi Gyula (Budapest, 1918. jún. 8.– London, 2002. febr. 24.) | Apja: Pereszlényi Pál 1912-ig Peisner Pál (Budapest, 1893. jún. 29.–?) kereskedelmi és iparkamarai fogalmazó | Apai nagyanyja: Weisz Berta (Arad, 1857. jún. 13.– Budapest, 1927. aug. 7.)                      | Apai nagyanyai dédanyja: Guttmann Nina         |
| Martin Esslin születési nevén Pereszlényi Gyula (Budapest, 1918. jún. 8.– London, 2002. febr. 24.) | Anyja: Schiffer Szerafina (1892. máj. 24.–?)                                                                 | Anyai nagyapja: Schiffer József (Tevel, 1838,– Siófok, 1906. okt. 24.) kereskedő                 | Anyai nagyapai dédapja: Schiffer Ferenc        |
| Martin Esslin születési nevén Pereszlényi Gyula (Budapest, 1918. jún. 8.– London, 2002. febr. 24.) | Anyja: Schiffer Szerafina (1892. máj. 24.–?)                                                                 | Anyai nagyapja: Schiffer József (Tevel, 1838,– Siófok, 1906. okt. 24.) kereskedő                 | Anyai nagyapai dédanyja: n. a.                 |
| Martin Esslin születési nevén Pereszlényi Gyula (Budapest, 1918. jún. 8.– London, 2002. febr. 24.) | Anyja: Schiffer Szerafina (1892. máj. 24.–?)                                                                 | Anyai nagyanyja: Dietrichstein Berta                                                             | Anyai nagyanyai dédapja: n. a.                 |
| Martin Esslin születési nevén Pereszlényi Gyula (Budapest, 1918. jún. 8.– London, 2002. febr. 24.) | Anyja: Schiffer Szerafina (1892. máj. 24.–?)                                                                 | Anyai nagyanyja: Dietrichstein Berta                                                             | Anyai nagyanyai dédanyja: n. a.                |

## Fordítás
- Ez a szócikk részben vagy egészben  a   Martin Esslin című német Wikipédia-szócikk ezen változatának fordításán alapul.  Az eredeti cikk szerkesztőit annak laptörténete sorolja fel. Ez a jelzés csupán a megfogalmazás eredetét és a szerzői jogokat jelzi, nem szolgál a cikkben szereplő információk forrásmegjelöléseként.